# Mistaria leucopyga
Mistaria leucopyga is een spinnensoort in de taxonomische indeling van de trechterspinnen (Agelenidae).
Het dier behoort tot het geslacht Mistaria. De wetenschappelijke naam van de soort werd voor het eerst geldig gepubliceerd in 1883 door Pavesi.